# Nilea madecassa
Nilea madecassa là một loài ruồi trong họ Tachinidae.